# Ewen Costiou
Ewen Costiou (født 10. november 2002 i Brest) er en cykelrytter fra Frankrig, der kører for Fejl i Modul:Cykelhold: Wikidata-entitet ikke angivet..
I april 2024 vandt han sin første professionelle sejr, da han kom først over målstregen på 2. etape af Région Pays de la Loire Tour.